# Copa da Colômbia de Futebol de 2019
A Copa da Colômbia de 2019, também conhecida oficialmente e por motivos de patrocínio como Copa Águila 2019, foi a 16.ª edição dessa competição colombiana de futebol organizada pela Divisão Maior do Futebol Colombiano (DIMAYOR), que começou no dia 13 de fevereiro e terminou no dia 6 de novembro de 2019. Participaram do torneio os clubes das duas principais divisões de futebol profissional da Colômbia: Liga Aguila (Primera A) e Torneo Aguila (Primera B). O campeão do certame obtém uma vaga na Taça Libertadores de 2020.
Em 6 de novembro de 2019, o Independiente Medellín, clube dirigido pelo paraguaio Aldo Bobadilla, consagrou-se campeão de forma invicta da Copa Aguila de 2019. A conquista veio com uma vitória por 2 a 1 sobre o Deportivo Cali, pelo segundo jogo da final. Com o título veio também uma vaga para a Taça Libertadores de 2020.

## Regulamento

### Sistema de disputa
Para este ano, a competição contou com o retorno da fase de grupos, depois de ter sido jogado em um formato de "mata-mata" em sua totalidade na edição anterior. A fase inicial foi disputada por 28 equipes, que foram divididas em sete grupos de quatro equipes, com base em critérios geográficos regionais, onde as equipes jogaram entre si dentro dos grupos em jogos de ida e volta. Os sete vencedores da cada grupo e o melhor segundo colocado no geral se classificaram para as oitavas-de-final, onde se juntam as oito equipes que se classificaram para as competições da CONMEBOL na temporada de 2019: Deportes Tolima, Junior, Independiente Medellín, Atlético Nacional, Once Caldas, La Equidad, Rionegro Águilas e Deportivo Cali. A partir deste ponto, a taça continuará como um torneio "mata-mata", com todas as partidas subsequentes sendo jogadas em ida e volta.

## Fase de grupos
Nesta fase, as 28 equipes participantes foram divididas em sete grupos de quatro equipes cada, em jogos de ida e volta dentro do grupo, no sistema de pontos corridos. Ao final das seis rodadas de cada grupo, as equipes que terminaram na primeira posição avançaram para as oitavas de final; da mesma forma, o melhor 2º colocado entre todos os grupos também avançou.

### Grupo A
O Grupo A contou com clubes dos departamentos de Antioquia, Córdoba e Risaralda, dos quais dois são da Primera División e os outros dois são da Segunda División.
| Pos | Equipe            | Pts | J | V | E | D | GP | GC | SG | Classificação       |     | PER | LEO | ENV | JAG |
| --- | ----------------- | --- | - | - | - | - | -- | -- | -- | ------------------- | --- | --- | --- | --- | --- |
| 1   | Deportivo Pereira | 14  | 6 | 4 | 2 | 0 | 16 | 7  | +9 | Avança à fase final |     | —   | 2–1 | 3–1 | 5–1 |
| 2   | Leones            | 8   | 6 | 2 | 2 | 2 | 8  | 8  | 0  |                     |     | 2–4 | —   | 0–0 | 1–0 |
| 3   | Envigado          | 5   | 6 | 0 | 5 | 1 | 5  | 7  | −2 |                     | 0–0 | 1–1 | —   | 1–1 |     |
| 4   | Jaguares          | 3   | 6 | 0 | 3 | 3 | 7  | 14 | −7 |                     | 2–2 | 1–3 | 2–2 | —   |     |

### Grupo B
O Grupo B contou com clubes da cidade de Bogotá e do departamento de Boyacá, dos quais dois são da Primera División e os outros dois são da Segunda División.
| Pos | Equipe       | Pts | J | V | E | D | GP | GC | SG | Classificação       |     | SFE | PAT | BOY | BOG |
| --- | ------------ | --- | - | - | - | - | -- | -- | -- | ------------------- | --- | --- | --- | --- | --- |
| 1   | Santa Fe     | 10  | 6 | 2 | 4 | 0 | 10 | 7  | +3 | Avança à fase final |     | —   | 1–1 | 1–1 | 1–0 |
| 2   | Patriotas    | 9   | 6 | 2 | 3 | 1 | 7  | 5  | +2 |                     |     | 1–3 | —   | 0–0 | 1–0 |
| 3   | Boyacá Chicó | 7   | 6 | 1 | 4 | 1 | 6  | 6  | 0  |                     | 2–2 | 1–1 | —   | 2–1 |     |
| 4   | Bogotá       | 4   | 6 | 1 | 1 | 4 | 4  | 9  | −5 |                     | 2–2 | 0–3 | 1–0 | —   |     |

### Grupo C
O Grupo C contou com clubes da cidade de Bogotá e dos departamentos de Cundinamarca e Meta, dos quais somente o Millonarios é da Primera División, sendo os três demais da Segunda División.
| Pos | Equipe      | Pts | J | V | E | D | GP | GC | SG | Classificação       |     | MIL | TIG | LLA | FOR |
| --- | ----------- | --- | - | - | - | - | -- | -- | -- | ------------------- | --- | --- | --- | --- | --- |
| 1   | Millonarios | 16  | 6 | 5 | 1 | 0 | 10 | 3  | +7 | Avança à fase final |     | —   | 2–0 | 1–1 | 1–0 |
| 2   | Tigres      | 8   | 6 | 2 | 2 | 2 | 5  | 7  | −2 |                     |     | 1–3 | —   | 0–0 | 2–1 |
| 3   | Llaneros    | 6   | 6 | 1 | 3 | 2 | 4  | 5  | −1 |                     | 1–2 | 0–1 | —   | 1–0 |     |
| 4   | Fortaleza   | 2   | 6 | 0 | 2 | 4 | 3  | 7  | −4 |                     | 0–1 | 1–1 | 1–1 | —   |     |

### Grupo D
O Grupo D contou com clubes dos departamentos de Santander, Cesar e Norte de Santander, dos quais somente o Valledupar é da Segunda División, sendo os três demais da Primera División.
| Pos | Equipe               | Pts | J | V | E | D | GP | GC | SG | Classificação       |     | BUC | CUC | APE | VAL |
| --- | -------------------- | --- | - | - | - | - | -- | -- | -- | ------------------- | --- | --- | --- | --- | --- |
| 1   | Atlético Bucaramanga | 9   | 6 | 2 | 3 | 1 | 9  | 5  | +4 | Avança à fase final |     | —   | 2–2 | 1–2 | 5–1 |
| 2   | Cúcuta Deportivo     | 8   | 6 | 1 | 5 | 0 | 9  | 8  | +1 |                     |     | 0–0 | —   | 2–1 | 1–1 |
| 3   | Alianza Petrolera    | 8   | 6 | 2 | 2 | 2 | 7  | 6  | +1 |                     | 0–1 | 1–1 | —   | 2–0 |     |
| 4   | Valledupar           | 4   | 6 | 0 | 4 | 2 | 6  | 12 | −6 |                     | 0–0 | 3–3 | 1–1 | —   |     |

### Grupo E
O Grupo E contou com clubes dos departamentos de Atlántico, Bolívar, Magdalena e San Andrés e Providencia, dos quais somente o Unión Magdalena é da Primera División, sendo os três demais da Segunda División.
| Pos | Equipe          | Pts | J | V | E | D | GP | GC | SG | Classificação       |     | RSA | RCA | MAG | BAR |
| --- | --------------- | --- | - | - | - | - | -- | -- | -- | ------------------- | --- | --- | --- | --- | --- |
| 1   | Real San Andrés | 10  | 6 | 3 | 1 | 2 | 11 | 9  | +2 | Avança à fase final |     | —   | 1–0 | 3–3 | 3–1 |
| 2   | Real Cartagena  | 9   | 6 | 2 | 3 | 1 | 8  | 4  | +4 |                     |     | 1–0 | —   | 0–0 | 4–0 |
| 3   | Unión Magdalena | 9   | 6 | 2 | 3 | 1 | 9  | 8  | +1 |                     | 3–4 | 1–1 | —   | 1–0 |     |
| 4   | Barranquilla    | 4   | 6 | 1 | 1 | 4 | 4  | 11 | −7 |                     | 1–0 | 2–2 | 0–1 | —   |     |

### Grupo F
O Grupo F contou com clubes dos departamentos de Valle del Cauca, Cauca e Nariño, dos quais dois são da Primera División e os outros dois são da Segunda División.
| Pos | Equipe          | Pts | J | V | E | D | GP | GC | SG | Classificação       |     | AME | PAS | UPO | ATL |
| --- | --------------- | --- | - | - | - | - | -- | -- | -- | ------------------- | --- | --- | --- | --- | --- |
| 1   | América de Cali | 16  | 6 | 5 | 1 | 0 | 8  | 2  | +6 | Avança à fase final |     | —   | 1–1 | 1–0 | 1–0 |
| 2   | Deportivo Pasto | 13  | 6 | 4 | 1 | 1 | 9  | 6  | +3 | Avança à fase final |     | 0–2 | —   | 1–0 | 2–0 |
| 3   | Universitario   | 2   | 6 | 0 | 2 | 4 | 6  | 10 | −4 |                     |     | 1–2 | 2–3 | —   | 2–2 |
| 4   | Atlético        | 2   | 6 | 0 | 2 | 4 | 4  | 9  | −5 |                     | 0–1 | 1–2 | 1–1 | —   |     |

### Grupo G
O Grupo G contou com clubes dos departamentos de Valle del Cauca, Huila, Quindío, dos quais somente o Atlético Huila é da Primera División, sendo os três demais da Segunda División.
| Pos | Equipe           | Pts | J | V | E | D | GP | GC | SG | Classificação       |     | ORS | HUI | COR | QUI |
| --- | ---------------- | --- | - | - | - | - | -- | -- | -- | ------------------- | --- | --- | --- | --- | --- |
| 1   | Orsomarso        | 13  | 6 | 4 | 1 | 1 | 11 | 5  | +6 | Avança à fase final |     | —   | 3–0 | 3–1 | 3–1 |
| 2   | Atlético Huila   | 11  | 6 | 3 | 2 | 1 | 7  | 6  | +1 |                     |     | 1–1 | —   | 1–0 | 1–0 |
| 3   | Cortuluá         | 5   | 6 | 1 | 2 | 3 | 5  | 7  | −2 |                     | 2–0 | 1–1 | —   | 0–1 |     |
| 4   | Deportes Quindío | 4   | 6 | 1 | 1 | 4 | 4  | 7  | −3 |                     | 0–1 | 1–3 | 1–1 | —   |     |

### Melhor segundo colocado
A melhor equipe entre os classificados em segundo lugar se classificou para a fase eliminatória.
| Pos | Grp | Equipe           | Pts | J | V | E | D | GP | GC | SG | Resultado           |
| --- | --- | ---------------- | --- | - | - | - | - | -- | -- | -- | ------------------- |
| 1   | F   | Deportivo Pasto  | 13  | 6 | 4 | 1 | 1 | 9  | 6  | +3 | Avança à fase final |
| 2   | G   | Atlético Huila   | 11  | 6 | 3 | 2 | 1 | 7  | 6  | +1 |                     |
| 3   | E   | Real Cartagena   | 9   | 6 | 2 | 3 | 1 | 8  | 4  | +4 |                     |
| 4   | B   | Patriotas        | 9   | 6 | 2 | 3 | 1 | 7  | 5  | +2 |                     |
| 5   | D   | Cúcuta Deportivo | 8   | 6 | 1 | 5 | 0 | 9  | 8  | +1 |                     |
| 6   | A   | Leones           | 8   | 6 | 2 | 2 | 2 | 8  | 8  | 0  |                     |
| 7   | C   | Tigres           | 8   | 6 | 2 | 2 | 2 | 5  | 7  | −2 |                     |

## Fase final
A fase final é dividida da seguinte forma: oitavas de final, quartas de final, semifinais e final. A partir das oitavas de final tudo ocorre no sistema "mata-mata" em jogos de ida e volta. Quanto ao mando de campo, as equipes com o melhor desempenho mandam o segundo jogo em casa; a exceção fica por conta dos jogos das oitavas, na qual os vencedores dos grupos serão os mandantes. Em cada de empate na pontuação total agregada nos dois jogos, não teremos a aplicação da regra do gol qualificado nem da prorrogação, o desempate ocorrerá nos pênaltis.

### Tabela até a final
|  | Oitavas de final       | Oitavas de final       | Oitavas de final | Oitavas de final |       |                    | Quartas de final | Quartas de final | Quartas de final | Quartas de final |  |                 | Semifinais | Semifinais | Semifinais | Semifinais |                |   | Finais | Finais | Finais | Finais |
|  |                        |                        |                  |                  |       |                    |                  |                  |                  |                  |  |                 |            |            |            |            |                |   |        |        |        |        |
|  | Atlético Nacional      | 3                      | 0                | 3                |       |                    |                  |                  |                  |                  |  |                 |            |            |            |            |                |   |        |        |        |        |
|  | Santa Fe               | 0                      | 2                | 2                |       |                    |                  |                  |                  |                  |  |                 |            |            |            |            |                |   |        |        |        |        |
|  | Santa Fe               | 0                      | 2                | 2                |       | Atlético Nacional  | 0                | 1                | 1                |                  |  |                 |            |            |            |            |                |   |        |        |        |        |
|  |                        |                        |                  |                  |       | Atlético Nacional  | 0                | 1                | 1                |                  |  |                 |            |            |            |            |                |   |        |        |        |        |
|  |                        | Deportes Tolima        | 1                | 1                | 2     |                    |                  |                  |                  |                  |  |                 |            |            |            |            |                |   |        |        |        |        |
|  | Deportes Tolima        | Deportes Tolima        | 1                | 1                | 2     | 3                  | 5                | 8                |                  |                  |  |                 |            |            |            |            |                |   |        |        |        |        |
|  | Deportes Tolima        |                        |                  |                  |       | 3                  | 5                | 8                |                  |                  |  |                 |            |            |            |            |                |   |        |        |        |        |
|  | Orsomarso              | 0                      | 0                | 0                |       |                    |                  |                  |                  |                  |  |                 |            |            |            |            |                |   |        |        |        |        |
|  | Orsomarso              | 0                      | 0                | 0                |       |                    |                  |                  |                  |                  |  | Deportivo Cali  | 2          | 1          | 3          |            |                |   |        |        |        |        |
|  |                        |                        |                  |                  |       |                    |                  |                  |                  |                  |  | Deportivo Cali  | 2          | 1          | 3          |            |                |   |        |        |        |        |
|  |                        | Deportes Tolima        | 1                | 1                | 2     |                    |                  |                  |                  |                  |  |                 |            |            |            |            |                |   |        |        |        |        |
|  | Deportivo Cali         | Deportes Tolima        | 1                | 1                | 2     | 1                  | 1                | 2                |                  |                  |  |                 |            |            |            |            |                |   |        |        |        |        |
|  | Deportivo Cali         |                        |                  |                  |       | 1                  | 1                | 2                |                  |                  |  |                 |            |            |            |            |                |   |        |        |        |        |
|  | Real San Andrés        | 0                      | 0                | 0                |       |                    |                  |                  |                  |                  |  |                 |            |            |            |            |                |   |        |        |        |        |
|  | Real San Andrés        | 0                      | 0                | 0                |       | Deportivo Cali (p) | 1                | 2                | 3 (4)            |                  |  |                 |            |            |            |            |                |   |        |        |        |        |
|  |                        |                        |                  |                  |       | Deportivo Cali (p) | 1                | 2                | 3 (4)            |                  |  |                 |            |            |            |            |                |   |        |        |        |        |
|  |                        | Junior                 | 2                | 1                | 3 (3) |                    |                  |                  |                  |                  |  |                 |            |            |            |            |                |   |        |        |        |        |
|  | Junior                 | Junior                 | 2                | 1                | 3 (3) | 2                  | 2                | 4                |                  |                  |  |                 |            |            |            |            |                |   |        |        |        |        |
|  | Junior                 |                        |                  |                  |       | 2                  | 2                | 4                |                  |                  |  |                 |            |            |            |            |                |   |        |        |        |        |
|  | Atlético Bucaramanga   | 0                      | 1                | 1                |       |                    |                  |                  |                  |                  |  |                 |            |            |            |            |                |   |        |        |        |        |
|  | Atlético Bucaramanga   | 0                      | 1                | 1                |       |                    |                  |                  |                  |                  |  |                 |            |            |            |            | Deportivo Cali | 2 | 1      | 3      |        |        |
|  |                        |                        |                  |                  |       |                    |                  |                  |                  |                  |  |                 |            |            |            |            |                | 2 | 1      | 3      |        |        |
|  |                        | Independiente Medellín | 2                | 2                | 4     |                    |                  |                  |                  |                  |  |                 |            |            |            |            |                |   |        |        |        |        |
|  | La Equidad             | Independiente Medellín | 2                | 2                | 4     | 3                  | 1                | 4 (3)            |                  |                  |  |                 |            |            |            |            |                |   |        |        |        |        |
|  | La Equidad             |                        |                  |                  |       | 3                  | 1                | 4 (3)            |                  |                  |  |                 |            |            |            |            |                |   |        |        |        |        |
|  | Deportivo Pasto (p)    | 2                      | 2                | 4 (4)            |       |                    |                  |                  |                  |                  |  |                 |            |            |            |            |                |   |        |        |        |        |
|  | Deportivo Pasto (p)    | 2                      | 2                | 4 (4)            |       | Deportivo Pasto    | 4                | 0                | 4                |                  |  |                 |            |            |            |            |                |   |        |        |        |        |
|  |                        |                        |                  |                  |       | Deportivo Pasto    | 4                | 0                | 4                |                  |  |                 |            |            |            |            |                |   |        |        |        |        |
|  |                        | Deportivo Pereira      | 0                | 2                | 2     |                    |                  |                  |                  |                  |  |                 |            |            |            |            |                |   |        |        |        |        |
|  | Rionegro Águilas       | Deportivo Pereira      | 0                | 2                | 2     | 1                  | 0                | 1                |                  |                  |  |                 |            |            |            |            |                |   |        |        |        |        |
|  | Rionegro Águilas       |                        |                  |                  |       | 1                  | 0                | 1                |                  |                  |  |                 |            |            |            |            |                |   |        |        |        |        |
|  | Deportivo Pereira      | 1                      | 1                | 2                |       |                    |                  |                  |                  |                  |  |                 |            |            |            |            |                |   |        |        |        |        |
|  | Deportivo Pereira      | 1                      | 1                | 2                |       |                    |                  |                  |                  |                  |  | Deportivo Pasto | 1          | 2          | 3          |            |                |   |        |        |        |        |
|  |                        |                        |                  |                  |       |                    |                  |                  |                  |                  |  | Deportivo Pasto | 1          | 2          | 3          |            |                |   |        |        |        |        |
|  |                        | Independiente Medellín | 2                | 3                | 5     |                    |                  |                  |                  |                  |  |                 |            |            |            |            |                |   |        |        |        |        |
|  | Once Caldas            | Independiente Medellín | 2                | 3                | 5     | 2                  | 0                | 2                |                  |                  |  |                 |            |            |            |            |                |   |        |        |        |        |
|  | Once Caldas            |                        |                  |                  |       | 2                  | 0                | 2                |                  |                  |  |                 |            |            |            |            |                |   |        |        |        |        |
|  | América de Cali        | 1                      | 0                | 1                |       |                    |                  |                  |                  |                  |  |                 |            |            |            |            |                |   |        |        |        |        |
|  | América de Cali        | 1                      | 0                | 1                |       | Once Caldas        | 2                | 0                | 2                |                  |  |                 |            |            |            |            |                |   |        |        |        |        |
|  |                        |                        |                  |                  |       | Once Caldas        | 2                | 0                | 2                |                  |  |                 |            |            |            |            |                |   |        |        |        |        |
|  |                        | Independiente Medellín | 3                | 1                | 4     |                    |                  |                  |                  |                  |  |                 |            |            |            |            |                |   |        |        |        |        |
|  | Independiente Medellín | Independiente Medellín | 3                | 1                | 4     | 2                  | 2                | 4                |                  |                  |  |                 |            |            |            |            |                |   |        |        |        |        |
|  | Independiente Medellín |                        |                  |                  |       | 2                  | 2                | 4                |                  |                  |  |                 |            |            |            |            |                |   |        |        |        |        |
|  | Millonarios            | 1                      | 2                | 3                |       |                    |                  |                  |                  |                  |  |                 |            |            |            |            |                |   |        |        |        |        |

### Oitavas de final
As equipas que se classificaram na fase de grupos jogaram a partida de volta em casa. Os jogos de ida ocorreram de 24 de julho a 8 de agosto de 2019; e as partidas de volta foram disputadas em 14 e 15 de agosto de 2019.
| Equipe 1               | Total       | Equipe 2             | 1.º jogo | 2.º jogo |
| ---------------------- | ----------- | -------------------- | -------- | -------- |
| Rionegro Águilas       | 1–2         | Deportivo Pereira    | 1–1      | 0–1      |
| Atlético Nacional      | 3–2         | Santa Fe             | 3–0      | 0–2      |
| Independiente Medellín | 4–3         | Millonarios          | 2–1      | 2–2      |
| Junior                 | 4–1         | Atlético Bucaramanga | 2–0      | 2–1      |
| Deportivo Cali         | 2–0         | Real San Andrés      | 1–0      | 1–0      |
| Once Caldas            | 2–1         | América de Cali      | 2–1      | 0–0      |
| Deportes Tolima        | 8–0         | Orsomarso            | 3–0      | 5–0      |
| La Equidad             | 4–4 (3–4 p) | Deportivo Pasto      | 3–2      | 1–2      |

#### Jogos de ida
| 24 de julho de 2019 | Atlético Nacional                             | 3 – 0     | Santa Fe | Medellín                                            |  |
| 19:30 (UTC−5)       | - Barcos 11' (pen.), 28' - Barrera 73' (pen.) | Relatório |          | Estádio: Atanasio Girardot Árbitro: John Hinestroza |  |

| 31 de julho de 2019 | Rionegro Águilas | 1 – 1     | Deportivo Pereira | Rionegro                                           |  |
| 16:00 (UTC−5)       | - Rentería 75'   | Relatório | - Acevedo 32'     | Estádio: Alberto Grisales Árbitro: Ferney Trujillo |  |

| 31 de julho de 2019 | Deportivo Cali | 1 – 0     | Real San Andrés | Palmira                                       |  |
| 19:30 (UTC−5)       | - Mercado 2'   | Relatório |                 | Estádio: Deportivo Cali Árbitro: Ramiro Pabón |  |

| 31 de julho de 2019 | Once Caldas                | 2 – 1     | América de Cali | Manizales                                    |  |
| 19:30 (UTC−5)       | - Londoño 18' - García 88' | Relatório | - Vergara 19'   | Estádio: Palogrande Árbitro: Never Manjarrés |  |

| 31 de julho de 2019 | La Equidad                                | 3 – 2     | Deportivo Pasto           | Bogotá                                                 |  |
| 19:30 (UTC−5)       | - Mahecha 30' - Camacho 45' - Murillo 74' | Relatório | - Vanegas 16' - Amaya 35' | Estádio: Metropolitano de Techo Árbitro: Jorge Tabares |  |

| 7 de agosto de 2019 | Deportes Tolima                          | 3 – 0     | Orsomarso | Ibagué                                            |  |
| 15:45 (UTC−5)       | - Moya 27' - Centeno 63' - Hernández 90' | Relatório |           | Estádio: Manuel Murillo Toro Árbitro: Óscar Gómez |  |

| 7 de agosto de 2019 | Independiente Medellín   | 2 – 1     | Millonarios  | Medellín                                          |  |
| 19:30 (UTC−5)       | - Cadavid 28' - Cano 86' | Relatório | - Arango 82' | Estádio: Atanasio Girardot Árbitro: Carlos Ortega |  |

| 8 de agosto de 2019 | Junior                    | 2 – 0     | Atlético Bucaramanga | Barranquilla                                                            |  |
| 19:30 (UTC−5)       | - Cetré 16' - Murillo 23' | Relatório |                      | Estádio: Metropolitano Roberto Meléndez Árbitro: Luis Fernando Trujillo |  |

#### Jogo de volta
| 14 de agosto de 2019 | Deportivo Pasto                 | 2 – 1 (4–3 pen.) | La Equidad   | Ipiales                                    |  |
| 15:00 (UTC−5)        | - Hidalgo 19' (pen.) - Ivey 40' | Relatório        | - Vargas 47' | Estádio: Municipal Árbitro: Ricardo García |  |

| 14 de agosto de 2019 | Real San Andrés | 0 – 1     | Deportivo Cali | San Andrés Island                                     |  |
| 15:30 (UTC−5)        |                 | Relatório | - Rivera 77'   | Estádio: Erwin O'Neil Stadium Árbitro: Fernando Acuña |  |

| 14 de agosto de 2019 | Orsomarso | 0 – 5     | Deportes Tolima                                             | Palmira                                                 |  |
| 15:30 (UTC−5)        |           | Relatório | - Plata 20', 63' - Castro 61' - Hernández 66' - Centeno 89' | Estádio: Francisco Rivera Escobar Árbitro: Luis Matorel |  |

| 14 de agosto de 2019 | Deportivo Pereira | 1 – 0     | Rionegro Águilas | Pereira                                                          |  |
| 16:00 (UTC−5)        | - Manzano 3'      | Relatório |                  | Estádio: Hernán Ramírez Villegas Árbitro: Luis Fernando Trujillo |  |

| 14 de agosto de 2019 | América de Cali | 0 – 0     | Once Caldas | Cali                                                |  |
| 18:00 (UTC−5)        |                 | Relatório |             | Estádio: Pascual Guerrero Árbitro: Leonard Mosquera |  |

| 14 de agosto de 2019 | Millonarios      | 2 – 2     | Independiente Medellín | Bogotá                                    |  |
| 20:00 (UTC−5)        | - Ortiz 29', 32' | Relatório | - Cano 16', 75'        | Estádio: El Campín Árbitro: Edilson Ariza |  |

| 15 de agosto de 2019 | Atlético Bucaramanga | 1 – 2     | Junior                         | Bucaramanga                                   |  |
| 18:00 (UTC−5)        | - Pineda 42'         | Relatório | - T. Gutiérrez 44' - Cetré 55' | Estádio: Alfonso López Árbitro: Jorge Tabares |  |

| 15 de agosto de 2019 | Santa Fe                      | 2 – 0     | Atlético Nacional | Bogotá                                        |  |
| 20:00 (UTC−5)        | - Velásquez 69' - Murillo 90' | Relatório |                   | Estádio: El Campín Árbitro: Bismarks Santiago |  |

### Quartas de final
As partidas de ida foram disputadas em 28 e 29 de agosto de 2019; e as partidas de volta ocorreram em 11 e 12 de setembro de 2019.
| Equipe 1          | Total       | Equipe 2               | 1.º jogo | 2.º jogo |
| ----------------- | ----------- | ---------------------- | -------- | -------- |
| Deportivo Pasto   | 4–2         | Deportivo Pereira      | 4–0      | 0–2      |
| Atlético Nacional | 1–2         | Deportes Tolima        | 0–1      | 1–1      |
| Once Caldas       | 2–4         | Independiente Medellín | 2–3      | 0–1      |
| Deportivo Cali    | 3–3 (4–3 p) | Junior                 | 2–1      | 1–2      |

#### Jogos de ida
| 28 de agosto de 2019 | Once Caldas             | 2 – 3     | Independiente Medellín                | Manizales                                 |  |
| 19:30 (UTC−5)        | - Lemos 44' (pen.), 49' | Relatório | - Díaz 28' - Arregui 73' - Cano 90+1' | Estádio: Palogrande Árbitro: Jorge Guzmán |  |

| 29 de agosto de 2019 | Deportivo Pasto                                   | 4 – 0     | Deportivo Pereira | Ipiales                                    |  |
| 14:00 (UTC−5)        | - Estupiñán 2', 26' - Rendón 50' - De La Rosa 65' | Relatório |                   | Estádio: Municipal Árbitro: Keiner Jiménez |  |

| 29 de agosto de 2019 | Atlético Nacional | 0 – 1     | Deportes Tolima | Medellín                                              |  |
| 18:00 (UTC−5)        |                   | Relatório | - Ramos 59'     | Estádio: Atanasio Girardot Árbitro: Bismarks Santiago |  |

| 29 de agosto de 2019 | Deportivo Cali              | 2 – 1     | Junior    | Palmira                                        |  |
| 20:00 (UTC−5)        | - Rosero 84' - Arroyo 90+4' | Relatório | - Pico 4' | Estádio: Deportivo Cali Árbitro: Jorge Tabares |  |

#### Jogos de volta
| 11 de setembro de 2019 | Deportes Tolima       | 1 – 1     | Atlético Nacional | Ibagué                                             |  |
| 18:00 (UTC−5)          | - Banguero 74' (pen.) | Relatório | - Barrera 40'     | Estádio: Manuel Murillo Toro Árbitro: Andrés Rojas |  |

| 11 de setembro de 2019 | Independiente Medellín | 1 – 0     | Once Caldas | Medellín                                         |  |
| 20:15 (UTC−5)          | - Marulanda 90+5'      | Relatório |             | Estádio: Atanasio Girardot Árbitro: Luis Matorel |  |

| 12 de setembro de 2019 | Deportivo Pereira               | 2 – 0     | Deportivo Pasto | Pereira                                                   |  |
| 18:00 (UTC−5)          | - Cano 12' - Navarro 75' (pen.) | Relatório |                 | Estádio: Hernán Ramírez Villegas Árbitro: Never Manjarrés |  |

| 12 de setembro de 2019                                  | Junior                        | 2 – 1 (3–4 pen.)                               | Deportivo Cali | Barranquilla                                                   |  |
| 20:15 (UTC−5)                                           | - Acuña 15' - Fernández 90+2' | Relatório                                      | - Rivera 36'   | Estádio: Metropolitano Roberto Meléndez Árbitro: Edilson Ariza |  |
|                                                         |                               | Penalidades                                    |                |                                                                |  |
| - Narváez - Piedrahita - Haydar - Sandoval - Hinestroza |                               | - Rivera - Dinenno - Arroyo - Angulo - Mercado |                |                                                                |  |

### Semifinais
Os jogos das semifinais ocorreram em 25 de setembro (ida) e 16 de outubro de 2019 (volta).
| Equipe 1        | Total | Equipe 2               | 1.º jogo | 2.º jogo |
| --------------- | ----- | ---------------------- | -------- | -------- |
| Deportivo Pasto | 3–5   | Independiente Medellín | 1–2      | 2–3      |
| Deportes Tolima | 2–3   | Deportivo Cali         | 1–2      | 1-1      |

#### Jogos de ida
| 25 de setembro de 2019 | Deportivo Pasto        | 1 – 2     | Independiente Medellín       | Ipiales                                            |  |
| 15:00 (UTC−5)          | - Estupiñán 85' (pen.) | Relatório | - Arregui 40' - Ricaurte 56' | Estádio: Municipal Árbitro: Luis Fernando Trujillo |  |

| 25 de setembro de 2019 | Deportivo Cali             | 2 – 1     | Deportes Tolima | Palmira                                           |  |
| 19:45 (UTC−5)          | - Rentería 76' - Tapia 90' | Relatório | - Vásquez 13'   | Estádio: Deportivo Cali Árbitro: Alexander Ospina |  |

#### Jogos de volta
| 16 de outubro de 2019 | Deportes Tolima | 1 – 1     | Deportivo Cali | Ibagué                                             |  |
| 18:30 (UTC−5)         | - Moya 85'      | Relatório | - Rivera 34'   | Estádio: Manuel Murillo Toro Árbitro: Andrés Rojas |  |

| 16 de outubro de 2019 | Independiente Medellín                          | 3 – 2     | Deportivo Pasto                      | Medellín                                            |  |
| 20:30 (UTC−5)         | - Quiñónes 19' - Murillo 37' - Henao 44' (o.g.) | Relatório | - Estupiñán 45+1' (pen.), 80' (pen.) | Estádio: Atanasio Girardot Árbitro: Wander Mosquera |  |

### Finais
| 2 de novembro de 2019 | Deportivo Cali              | 2 – 2     | Independiente Medellín           | Palmira                                            |  |
| 18:00 (UTC−5)         | - Dinenno 34' - Mercado 52' | Relatório | - Moreno 10' - Cano 45+3' (pen.) | Estádio: Deportivo Cali Árbitro: Nicolás Rodríguez |  |

| 6 de novembro de 2019 | Independiente Medellín   | 2 – 1     | Deportivo Cali | Medellín                                          |  |
| 19:30 (UTC−5)         | - Arregui 20' - Cano 35' | Relatório | - Rosero 90+3' | Estádio: Atanasio Girardot Árbitro: Mario Herrera |  |

Independiente Medellín venceu por 4–3 no placar agregado.

## Premiação
| Copa da Colômbia de Futebol Copa Águila de 2019 |
| ----------------------------------------------- |
| Independiente Medellín Campeão (2º título)      |

## Artilharia
| Gols | Jogador             | Time                   |
| ---- | ------------------- | ---------------------- |
| 6    | German Cano         | Independiente Medellín |
| 5    | Rafael Navarro      | Deportivo Pereira      |
| 4    | Jader Valencia      | Millonarios            |
| 4    | Mateo Cano Mejia    | Deportivo Pereira      |
| 3    | Gustavo Britos      | Deportivo Pasto        |
| 3    | Harrison Canchimbo  | Cúcuta Deportivo       |
| 3    | Henry Castillo      | Real Cartagena         |
| 3    | Victor Hugo Montaño | Orsomarso SC           |
| 3    | Andrés Córdoba      | Real San Andrés        |
| 3    | Freyn Figueroa      | Atlético Huila         |
| 3    | Jorge Jaime         | Deportivo Pereira      |
| 3    | Carlos Ramírez      | Valledupar FC          |
| 3    | David Livingstone   | Real San Andrés        |